# Jan I (książę Kleve)
Jan I (ur. 14 stycznia 1419 r., zm. 5 września 1481 r.) – książę Kleve od 1448 r. i hrabia Mark od 1461 r.

## Życiorys
Jan był najstarszym synem księcia Kleve i hrabiego Mark Adolfa II (III) oraz Marii z Burgundii. Młodość spędził na dworze dziadka ze strony matki, księcia Burgundii i hrabiego Flandrii Jana bez Trwogi, gdzie otrzymał dworskie wychowanie i kształcił się m.in. w sprawach wojennych. Przesiąkł tam burgundzką kulturą. W 1444 r. został wezwany przez ojca z powrotem do Kleve, aby poprowadzić kliwijskie wojska w wojnie z arcybiskupem Kolonii Dytrykiem z Moers o miasto Soest. Już w tym samym roku miasto poddało się Janowi, a w 1447 r. zdołał on przetrwać jego oblężenie.
W 1448 r. zmarł ojciec Jana i zastąpił go jako książę Kleve. Dzięki swym dyplomatycznym umiejętnościom zdołał zakończyć w 1449 r. konflikt z arcybiskupem, potwierdzając przynależność do Kleve spornych Soest i Xanten. Nie zdołał jednak przeprowadzić planu uniezależnienia swego księstwa od kościelnej zwierzchności arcybiskupa Kolonii. W kolejnych latach wybuchały następne konflikty z Dytrykiem z Moers: w 1450–1457 o obsadę biskupstwa w Münster (wybuch tego konfliktu zaskoczył Jana podczas pielgrzymki do Ziemi Świętej i Rzymu) oraz w 1462/1463 ponownie o Soest, a w latach 1467–1469 wojna z następcą Dytryka, Ruprechtem z Palatynatu. Jan zdołał jednak utrzymać swe zdobycze, a także złamać ambicje arcybiskupów pragnących dominacji Kolonii w północno-zachodniej Rzeszy. 
Zwycięstwo w starciach z Kolonią Jan zawdzięczał także sojuszowi z bratem swej matki, księciem burgundzkim Filipem III Dobrym. W 1455 r. zacieśnił ten sojusz poślubiając Elżbietę, córkę Jana z Burgundii, hrabiego Étampes, Eu, Nevers i Rethel (pochodzącego z burgundzkiej linii Walezjuszów). Później wysłał też na wychowanie na dwór burgundzki swego pierworodnego syna Jana. Współpraca z Burgundią powodowała jednak wciąganie Kleve w sprawy polityczne potężniejszego sąsiada, m.in. zaangażowanie od 1465 r. w wojnę w Geldrii. Polityka ta dawała Kleve nabytki terytorialne (m.in. Goch, Lobith), jednak powodowała daleko idące uzależnienie od Burgundii. Wojny oraz utrzymanie dworu wzorowanego na burgundzkim rodziły też większe zapotrzebowanie na finanse.
W 1474/1475 r. Jan osobiście wspierał Karola Śmiałego podczas oblężenia Neuss. Po śmierci Karola próbował doprowadzić do ślubu swego pierworodnego syna Jana z dziedziczką Burgundii Marią. Po niepowodzeniu tego planu wsparł w staraniach o utrzymanie burgundzkiego dziedzictwa arcyksięcia Maksymiliana Habsburga, który został mężem Marii.
W 1461 r., po śmierci stryja Jana, Gerarda, który nie pozostawił męskich potomków, Jan odziedziczył hrabstwo Mark, odtąd już na stałe połączone z Kleve. Dzięki temu znacznie zwiększył terytorium swego władztwa i podniósł polityczne znaczenie Kleve. Dziedzicem Jana w Kleve i Mark został jego najstarszy syn Jan II; młodszy syn Engelbert został potem hrabią Nevers (dziedziczką tego księstwa była żona Jana i matka Engelberta, Elżbieta). Jan został pochowany w kolegiacie w Kleve.

## Rodzina
Ze związku Jana z Elżbietą z Burgundii pochodziło sześcioro dzieci:
- Jan II (1458–1521), następca ojca jako książę Kleve i hrabia Mark,
- Adolf (1458–1498), kanonik w Leodium,
- Engelbert (1462–1506), hrabia Nevers,
- Dytryk (1464–?),
- Maria (1465–1513),
- Filip (1467–1505/1503), biskup Nevers, Amiens i Autun.